# United States Women’s Open Championship (Golf)
Die United States Women’s Open Championship (auch: U.S. Women’s Open Golf Championship) wird seit 1946 als eine von dreizehn nationalen Meisterschaften von der United States Golf Association (USGA) veranstaltet.

## Bedeutung für die Ladies-Touren
Die U.S. Women’s Open Golf Championship ist zusammen mit der LPGA Championship, den Women’s British Open, der The Chevron Championship und der The Evian Championship eines der fünf LPGA-Major-Turniere. Von der im Jahre 1950 gegründeten LPGA wurde es als einziges Major-Turnier anerkannt. Die anderen aktuellen Major-Turniere kamen später hinzu.
Im Gegensatz zum Pendant bei den Herren (PGA Tour) wird die United States Women’s Open Championship nicht weltweit als Major-Turnier anerkannt. Die Ladies European Tour anerkennt keines der drei in den USA veranstalteten Major-Turniere und die japanische LPGA Tour hat ihre eigenen Majors. Dennoch hat die LPGA Tour im Damengolf einen höheren Stellenwert als die PGA Tour im Herrengolf.
Im Jahre 2007 waren erstmals Nicht-Amerikanerinnen in der Überzahl  und 2008 gewann die erst 19-jährige Südkoreanerin Park In-bee und wurde jüngste Siegerin aller Zeiten. Die jüngste Teilnehmerin, die sich qualifiziert hat, war im Jahre 2007 Alexis Thompson im Alter von 12 Jahren und vier Monaten.

## Siegerliste
| Jahr | Siegerin               | Nationalität       | Golfanlage                                     | Ort                                         | Ergebnis |
| ---- | ---------------------- | ------------------ | ---------------------------------------------- | ------------------------------------------- | -------- |
| 2025 | Maja Stark             | Schweden           | Erin Hills                                     | Erin, Wisconsin                             | −7       |
| 2024 | Yuka Sasō              | Japan              | Lancaster Country Club                         | Lancaster, Pennsylvania                     | −4       |
| 2023 | Allisen Corpuz         | Vereinigte Staaten | Pebble Beach Golf Links                        | Pebble Beach, Kalifornien                   | −9       |
| 2022 | Minjee Lee             | Australien         | Pine Needles Lodge and Golf Club               | Southern Pines, North Carolina              | −13      |
| 2021 | Yuka Sasō              | Philippinen        | Olympic Club                                   | San Francisco, Kalifornien                  | −4       |
| 2020 | Kim A-lim              | Südkorea           | Champions Golf Club                            | Houston, Texas                              | −3       |
| 2019 | Lee Jeong-eun          | Südkorea           | Country Club of Charleston                     | Charleston, South Carolina                  | −6       |
| 2018 | Ariya Jutanugarn       | Thailand           | Shoal Creek Country Club                       | Shoal Creek, Alabama                        | −11      |
| 2017 | Park Sung-hyun         | Südkorea           | Trump National Golf Club                       | Bedminster, New Jersey                      | −11      |
| 2016 | Brittany Lang          | Vereinigte Staaten | CordeValle Golf Club                           | San Martin, Kalifornien                     | −6       |
| 2015 | Chun In-gee            | Südkorea           | Lancaster Country Club                         | Lancaster, Pennsylvania                     | −8       |
| 2014 | Michelle Wie           | Vereinigte Staaten | Pinehurst Resort, Course No. 2                 | Pinehurst, North Carolina                   | −2       |
| 2013 | Park In-bee            | Südkorea           | Sebonack Golf Club                             | Southampton, New York                       | −8       |
| 2012 | Choi Na-yeon           | Südkorea           | Blackwolf Run                                  | Kohler, Wisconsin                           | −7       |
| 2011 | Ryu So-yeon            | Südkorea           | Broadmoor Golf Club, East Course               | Colorado Springs, Colorado                  | −3 PO    |
| 2010 | Paula Creamer          | Vereinigte Staaten | Oakmont Country Club                           | Oakmont, Pennsylvania                       | −3       |
| 2009 | Ji Eun-hee             | Südkorea           | Saucon Valley Country Club                     | Bethlehem, Pennsylvania                     | E        |
| 2008 | Park In-bee            | Südkorea           | Interlachen Country Club                       | Edina, Minnesota                            | −9       |
| 2007 | Cristie Kerr           | Vereinigte Staaten | Pine Needles Lodge and Golf Club               | Southern Pines, North Carolina              | −5       |
| 2006 | Annika Sörenstam       | Schweden           | Newport Country Club                           | Newport, Rhode Island                       | E PO     |
| 2005 | Birdie Kim             | Südkorea           | Cherry Hills Country Club                      | Cherry Hills Village, Colorado              | +3       |
| 2004 | Meg Mallon             | Vereinigte Staaten | The Orchards Golf Club                         | South Hadley, Massachusetts                 | −10      |
| 2003 | Hilary Lunke           | Vereinigte Staaten | Pumpkin Ridge Golf Club Witch Hollow Course    | North Plains, Oregon                        | −1 PO    |
| 2002 | Juli Inkster           | Vereinigte Staaten | Prairie Dunes Golf Club                        | Hutchinson, Kansas                          | −4       |
| 2001 | Karrie Webb            | Australien         | Pine Needles Lodge and Golf Club               | Southern Pines, North Carolina              | −7       |
| 2000 | Karrie Webb            | Australien         | The Merit Club                                 | Gurnee, Illinois                            | −6       |
| 1999 | Juli Inkster           | Vereinigte Staaten | Old Waverly Golf Club                          | Westpoint, Mississippi                      | −16      |
| 1998 | Pak Se-ri              | Südkorea           | Blackwolf Run                                  | Kohler, Wisconsin                           | +6 PO    |
| 1997 | Alison Nicholas        | England            | Pumpkin Ridge Golf Club Witch Hollow Course    | North Plains, Oregon                        | −10      |
| 1996 | Annika Sörenstam       | Schweden           | Pine Needles Lodge and Golf Club               | Southern Pines, North Carolina              | −8       |
| 1995 | Annika Sörenstam       | Schweden           | Broadmoor Golf Club East Course                | Colorado Springs, Colorado                  | −2       |
| 1994 | Patty Sheehan          | Vereinigte Staaten | Indianwood Golf and Country Club Old Course    | Lake Orion, Michigan                        | −7       |
| 1993 | Lauri Merten           | Vereinigte Staaten | Crooked Stick Golf Club                        | Carmel, Indiana                             | −4       |
| 1992 | Patty Sheehan          | Vereinigte Staaten | Oakmont Country Club                           | Oakmont, Pennsylvania                       | E PO     |
| 1991 | Meg Mallon             | Vereinigte Staaten | Colonial Country Club                          | Fort Worth, Texas                           | −1       |
| 1990 | Betsy King             | Vereinigte Staaten | Atlanta Athletic Club Riverside Course         | Duluth, Georgia                             | −4       |
| 1989 | Betsy King             | Vereinigte Staaten | Indianwood Golf and Country Club Old Course    | Lake Orion, Michigan                        | −2       |
| 1988 | Liselotte Neumann      | Schweden           | Baltimore Country Club Five Farms, East Course | Baltimore, Maryland                         | −7       |
| 1987 | Laura Davies           | England            | Plainfield Country Club                        | Edison, New Jersey                          | −3       |
| 1986 | Jane Geddes            | Vereinigte Staaten | NCR Country Club                               | Kettering, Ohio                             | −1       |
| 1985 | Kathy Guadagnino       | Vereinigte Staaten | Baltusrol Golf Club                            | Springfield, New Jersey                     | −8       |
| 1984 | Hollis Stacy           | Vereinigte Staaten | Salem Country Club                             | Peabody, Massachusetts                      | +2       |
| 1983 | Jan Stephenson         | Australien         | Cedar Ridge Country Club                       | Tulsa, Oklahoma                             | +6       |
| 1982 | Janet Anderson         | Vereinigte Staaten | Del Paso Country Club                          | Sacramento, Kalifornien                     | −5       |
| 1981 | Pat Bradley            | Vereinigte Staaten | La Grange Country Club                         | La Grange, Illinois                         | −9       |
| 1980 | Amy Alcott             | Vereinigte Staaten | Richland Country Club                          | Nashville, Tennessee                        | −4       |
| 1979 | Jerilyn Britz          | Vereinigte Staaten | Brooklawn Country Club                         | Fairfield, Connecticut                      | E        |
| 1978 | Hollis Stacy           | Vereinigte Staaten | Country Club of Indianapolis                   | Indianapolis, Indiana                       | +5       |
| 1977 | Hollis Stacy           | Vereinigte Staaten | Hazeltine National Golf Club                   | Chaska, Minnesota                           | +4       |
| 1976 | JoAnne Carner          | Vereinigte Staaten | Rolling Green Golf Club                        | Springfield (Delaware County), Pennsylvania | +8 PO    |
| 1975 | Sandra Palmer          | Vereinigte Staaten | Atlantic City Country Club                     | Northfield, New Jersey                      | +7       |
| 1974 | Sandra Haynie          | Vereinigte Staaten | La Grange Country Club                         | La Grange, Illinois                         | +7       |
| 1973 | Susie Berning          | Vereinigte Staaten | Country Club of Rochester                      | Rochester, New York                         | +2       |
| 1972 | Susie Berning          | Vereinigte Staaten | Winged Foot Golf Club East Course              | Mamaroneck, New York                        | +11      |
| 1971 | JoAnne Carner          | Vereinigte Staaten | Kahkwa Club                                    | Erie, Pennsylvania                          | E        |
| 1970 | Donna Caponi           | Vereinigte Staaten | Muskogee Country Club                          | Muskogee, Oklahoma                          | −1       |
| 1969 | Donna Caponi           | Vereinigte Staaten | Scenic Hills Country Club                      | Pensacola, Florida                          | +6       |
| 1968 | Susie Berning          | Vereinigte Staaten | Moselem Springs Golf Club                      | Fleetwood, Pennsylvania                     | +5       |
| 1967 | Catherine Lacoste (Am) | Frankreich         | The Homestead                                  | Hot Springs, Virginia                       | +6       |
| 1966 | Sandra Spuzich         | Vereinigte Staaten | Hazeltine National Golf Club                   | Chaska, Minnesota                           | +9       |
| 1965 | Carol Mann             | Vereinigte Staaten | Atlantic City Country Club                     | Northfield, New Jersey                      | +2       |
| 1964 | Mickey Wright          | Vereinigte Staaten | San Diego Country Club                         | Chula Vista, Kalifornien                    | −3 PO    |
| 1963 | Mary Mills             | Vereinigte Staaten | Kenwood Country Club                           | Cincinnati, Ohio                            | −3       |
| 1962 | Murle Lindstrom        | Vereinigte Staaten | Dunes Golf and Beach Club                      | Myrtle Beach, South Carolina                | +13      |
| 1961 | Mickey Wright          | Vereinigte Staaten | Baltusrol Golf Club Lower Course               | Springfield, New Jersey                     | +6       |
| 1960 | Betsy Rawls            | Vereinigte Staaten | Worcester Country Club                         | Worcester, Massachusetts                    | +4       |
| 1959 | Mickey Wright          | Vereinigte Staaten | Churchill Valley Country Club                  | Pittsburgh, Pennsylvania                    | −1       |
| 1958 | Mickey Wright          | Vereinigte Staaten | Forest Lake Country Club                       | Bloomfield Hills, Michigan                  | −2       |
| 1957 | Betsy Rawls            | Vereinigte Staaten | Winged Foot Golf Club East Course              | Mamaroneck, New York                        | +7       |
| 1956 | Kathy Cornelius        | Vereinigte Staaten | Northland Country Club                         | Duluth, Minnesota                           | +11 PO   |
| 1955 | Fay Crocker            | Uruguay            | Wichita Country Club                           | Wichita, Kansas                             | +11      |
| 1954 | Babe Zaharias          | Vereinigte Staaten | Salem Country Club                             | Peabody, Massachusetts                      | +3       |
| 1953 | Betsy Rawls            | Vereinigte Staaten | Country Club of Rochester                      | Rochester, New York                         | +12 PO   |
| 1952 | Louise Suggs           | Vereinigte Staaten | Bala Golf Club                                 | Philadelphia, Pennsylvania                  | −4       |
| 1951 | Betsy Rawls            | Vereinigte Staaten | Druid Hills Golf Club                          | Atlanta, Georgia                            | +5       |
| 1950 | Babe Zaharias          | Vereinigte Staaten | Rolling Hills Country Club                     | Wichita, Kansas                             | +3       |
| 1949 | Louise Suggs           | Vereinigte Staaten | Prince Georges Golf and Country Club           | Landover, Maryland                          | +3       |
| 1948 | Babe Zaharias          | Vereinigte Staaten | Atlantic City Country Club                     | Northfield, New Jersey                      | +12      |
| 1947 | Betty Jameson          | Vereinigte Staaten | Starmount Forest County Club                   | Greensboro, North Carolina                  | +7       |
| 1946 | Patty Berg             | Vereinigte Staaten | Spokane Country Club                           | Spokane, Washington                         | MP       |

Am = Amateur

PO = Play-off

MP = Match-Play-Turnier

## Mehrfach-Sieger
- 4 Siege: Betsy Rawls, Mickey Wright
- 3 Siege: Babe Zaharias, Susie Berning, Hollis Stacy, Annika Sörenstam
- 2 Siege: Louise Suggs, Donna Caponi, JoAnne Carner, Betsy King, Patty Sheehan, Karrie Webb, Juli Inkster, Meg Mallon, Park In-bee